# NHK下仁田下小坂中継局
NHK下仁田下小坂中継局（エヌエチケイしもにたしもこさかちゅうけいきょく）は、群馬県甘楽郡下仁田町にあるテレビ中継局。

## 中継局

### アナログ放送
| 放送局名          | チャンネル | 空中線電力        | ERP                | 放送対象地域 | 放送区域内世帯数 |
| NHK東京総合テレビ | 44ch       | 映像10W /音声2.5W | 映像71W /音声17.5W | 関東広域圏   | 約-世帯          |
| NHK東京教育テレビ | 46ch       | 映像10W /音声2.5W | 映像71W /音声17.5W | 全国放送     | 約-世帯          |

### デジタル放送
- 非該当

## 置局住所
- 甘楽郡下仁田町下小坂（東方高地）[要出典]